# 三星Galaxy J
三星Galaxy J 一款由韓國三星電子所生產的一款建構於安卓平台的高階智慧型手機，J代表日系的意思，分別在日本和台灣推出，俗稱為日版三星Galaxy S4。
日本版型號：SC-02F，台灣型號：SGH-N075T。
後來的Galaxy J系列定位更改為中階智慧型手機，英文字母"J"已不解作原來的的日系，而是Junior的意思，與中國品牌手機定位的青春版意思較接近。
三星為了簡化生產線，在2019年宣布將入門J系列納入Galaxy A，由現在開始J系列將不會再推出新型號。

## 規格

### 不支持 S Pen
本手機并不支持S Pen，但是Galaxy J具有S Pen的功能，例如：
- 浮窗预览
- 浮窗指令
- S Note

### 升級 Android Lollipop
目前日本docomo於2015年10月1日將Galaxy J（型號:SC-02F）升級至5.0
。
- 2015年9月21日官方在J的版面貼出Lollipop使用手冊 （計畫在21日前開始）。
- 2015年10月底台灣三星回應"Galaxy J（型號:SGH-N075t）升級Android L 的更新。
- 2015年12月23日台版Galaxy J（SGH-N075t）可在kies3或smart switch更新至5.0 (2016年1月9日推送OTA)

Android版本號:5.0
內核版本號:OL1